# 组件对象模型
组件对象模型（英語：Component Object Model，縮寫）是微軟的一套软件组件的二进制接口标准。这使得跨编程语言的进程间通信、动态对象创建成为可能。COM是多项微软技术与框架的基础，包括OLE、OLE自动化、ActiveX、COM+、DCOM、Windows shell、DirectX、Windows Runtime。COM與實作語言種類無關，如此使用它實作的物件可用在不同於開發它的環境，甚至跨越機器邊界。對製作良好的物件，COM使物件得以重複使用，而無須知道其內部實作，因為它強制實作者提供與實作分離、確切定義的介面。各語言不同的儲存配置語意使组件对象模型用物件參照計數(Reference counting)管理其自身的產生與銷毀。不同介面間型別轉換的鑄型用 QueryInterface 方法。

## 概要
COM的核心是一组组件对象间交互的规范，定义了组件对象如何与其使用者通过二进制接口标准进行交互，COM的接口是组件的类型纽带。
除了规范之外，COM还是一个称为“COM库”的实现，包括若干API函数，用于COM程序的创建与使用。
COM还提供定位服务的实现，可以根据Windows系统注册表，从一个类标识（CLSID）来确定组件的位置。
COM采用自己的IDL来描述组件的接口（interface），支持多接口，解决版本兼容问题。COM为所有组件定义了一个共同的父接口IUnknown。GUID 是一个 128 位整数（16 字节），COM将其用于计算机和网络的唯一标识符。
除了基本规范和系统实现之外，COM的构成还包括永久存储、绰号（moniker智能命名/标记）和统一数据转移（UDT = Uniform Data Transfer）三个核心的操作系统部件。
COM实质上是一种语言无关的对象实现方式，这使其可以在创建环境不同的场合、甚至跨计算机的分布环境下被复用。COM允许复用这些对象，而不必知道对象内部是如何实现，因为组件实现者必须提供良好定义的接口从而屏蔽实现细节。通过引用计数，组件对象自己负责动态创建与销毁，从而屏蔽了不同编程语言之间的内存分配语义差异。在COM接口之间的类型转换通过QueryInterface方法。
对于某些应用程序来说，COM已经部分被.NET框架取代。COM通过Windows Communication Foundation（WCF）支持Web Service。COM对象通过.NET COM Interop可以被所有.NET语言使用。网络化的DCOM使用二进制私有格式，而WCF鼓励使用基于XML的SOAP消息机制。COM非常类似其他软件组件接口技术，如CORBA与JavaBeans，它们各自有其优点与弱点。
与C++不同，COM提供了一个稳定的应用二进制接口（ABI），不随编译器版本而改变 。

## 歷史
早在1988年，微软的Anthony Williams的论文“Object Architecture: Dealing with the Unknown or Type Safety in a Dynamically Extensible Class”以及1990年的“On Inheritance: What It Means and How To Use it”论文奠定了COM的理论基础。
Windows作業系統提供了三種进程間的通訊機制：剪貼簿、DDE（動態資料交換）與OLE。OLE原名是物件連結與嵌入（Object Linking and Embedding），OLE可以說是DDE的改良版。1992年，OLE 1.0版随Windows 3.1操作系统发布，提供复合文档（compound document）处理，但它過於複雜，Brockschmidt, Kraig的「Inside OLE」一书中提到，必须经过六个月的心灵混沌期，才能了解OLE是什么。1993年，COM架构随OLE 2.0第一次公开发布。在微软Office套件中，COM取代了OLE。这成为COM技术战胜Windows 95团队开发的其他对象技术的关键因素。
1996年，为应对CORBA，DCOM随Windows NT 4 Option Pack发布。
1999年，Windows 2000发布了COM+，关注MTS（微软事务服务器），并放弃了DCOM这个名称。

## COM元件類型
COM是基於元件物件方式概念來設計的，在基礎中，至少要讓每個元件都可以支援二個功能：
- 查詢元件中有哪些接口
- 讓元件做自我生命管理，此概念的實踐即為引用計數（Reference Counting）

這二個功能即為COM的根：IUnknown介面所提供的IUnknown::QueryInterface()，IUnknown::AddRef()及IUnknown::Release()三個方法的由來。所有的COM元件都要實作IUnknown，表示每個COM元件都有相同的能力。
只由COM衍生實作出來的元件，稱為純COM元件。
但在Windows持續發展時，Visual Basic 4.0開始支援OCX，也就是OLE Custom Control，這讓微軟開始思考要如何讓COM元件可以跨語言支援，在這樣的要求下，必須要提供一個一致的介面，以及提供一組可以呼叫介面內方法的能力，由於純COM元件只能夠支援C/C++的直接存取，為了要達到跨語言的能力，在COM中必須要支援在外部呼叫內部方法的機能，這個機能造就了Invoke()方法，另外為了跨語言的支援，COM應該要提供簡單的元件存取識別方式，這也就是會有GetIDsOfNames()的原因，將這些方法組合起來，定義出的必要介面，稱為IDispatch介面，所有實作此介面的，都可以支援跨語言的支援。
微軟將實作此介面的元件都稱為自動化（Automation）元件。

## 相關技術
COM曾是Windows平台下主要的軟體開發平台，並且影響至其他許多相關軟體技術。

### COM+
COM+是微軟Windows 2000中，Microsoft Transaction Server的強化實作版本，除了提供基本的元件交易支援外，還提供了鬆散藕合式事件（loosely-coupled events）與物件共用池（object pooling）等應用程式伺服器的能力，成為Windows 2000開始在微軟平台上主要的應用程式伺服器平台，目前.NET Framework也提供了System.EnterpriseServices命名空間以支援COM+。

### Distributed COM
Distributed COM是依據遠程過程調用（RPC，Remote Procedure Call）的規範發展的可以在網路上通訊的COM元件，它將COM元件的能力擴及到網路上，但因為網路安全以及防火牆因素，DCOM無法廣泛的流行。

### .NET
.NET Framework是新一代的Microsoft Windows應用程式開發平台。使用C#开发COM組件，首先創建类型为Class Library的项目，然后在项目的Property中进入Build页，对“Register for COM interop”选项打勾。打开AssemblyInfo.cs文件，设置[assembly: ComVisible(true)]，这样就可以生成.tlb文件。源程序示例如下：
```
using
 
System.Runtime.InteropServices
;

 

namespace
 
MyNameSpace

{

    
//可以通过//菜单“工具/guid 生成”。

    
[Guid("298D881C-E2A3-4638-B872-73EADE25511C")]

    
public
 
interface
 
AddComInterface

    
{

         
[DispId(1)]
  

         
int
 
iadd
(
int
 
a
,
 
int
 
b
);

         
[DispId(2)]

         
string
 
stradd
(
string
 
strA
,
 
string
 
strB
);

     
}

     
[Guid("2C5B7580-4038-4d90-BABD-8B83FCE5A467")]

     
[ClassInterface(ClassInterfaceType.None)]

     
public
 
class
 
AddComService
 
:
 
AddComInterface

     
{

         
public
 
AddComService
()

         
{

          
}

          
public
 
int
 
iadd
(
int
 
a
,
 
int
 
b
)

          
{

                
int
 
c
 
=
 
a
 
+
 
b
;

                
return
 
c
;

          
}

          
public
 
string
 
stradd
(
string
 
strA
,
 
string
 
strB
)

          
{

                 
return
 
strA
+
strB
 
;

           
}

       
}

}

```

## 技术细节
不同的COM组件类型用类ID（CLSID）标示，这是一种全局唯一标识符（GUID）。每个COM组件用一个或多个接口来暴露其功能。这些接口也采用GUID唯一标识，称为接口ID（IID）。
COM接口与几种编程语言有语言绑定，如C语言、C++、Visual Basic、Delphi语言、Python以及Windows平台上的几种脚本语言。它们都是通过接口的方法来访问组件。 

### 接口
所有COM组件都实现了IUnknown接口，该接口暴露了引用计数实现的对象生命期管理与类型转换，以访问不同的预定义接口。
IUnknown接口以及基于IUnknown的定制接口包括一个指向虚函数表的指针，虚函数表中包含若干函数指针，分别指向接口所声明的函数实现。对于进程内的COM组件调用，其效率等同于C++的虚函数调用。
除了基于IUnknown的定制接口，COM也支持继承自IDispatch的dispatch接口，从而支持了用于OLE自动化的晚绑定。不能访问定制接口的编程语言（例如VBS）可以通过dispatch接口访问COM组件。
Windows API提供了C语言定义COM接口的方法：
```
#include
 
<objbase.h>

#undef  INTERFACE

#define INTERFACE   IClassFactory

DECLARE_INTERFACE_
(
IClassFactory
,
 
IUnknown
)

{

                
// *** IUnknown methods ***

                
STDMETHOD
(
QueryInterface
)
 
(
THIS_

                                           
REFIID
 
riid
,

                                           
LPVOID
 
FAR
*
 
ppvObj
)
 
PURE
;

                
STDMETHOD_
(
ULONG
,
AddRef
)
 
(
THIS
)
 
PURE
;

                
STDMETHOD_
(
ULONG
,
Release
)
 
(
THIS
)
 
PURE
;

  

                
// *** IClassFactory methods ***

                
STDMETHOD
(
CreateInstance
)
 
(
THIS_

                                          
LPUNKNOWN
 
pUnkOuter
,

                                          
REFIID
 
riid
,

                                          
LPVOID
 
FAR
*
 
ppvObject
)
 
PURE
;

};

  

 
//      等效的C++例子:

  

            
struct
 
FAR
 
IClassFactory
 
:
 
public
 
IUnknown

            
{

                
virtual
 
HRESULT
 
STDMETHODCALLTYPE
 
QueryInterface
(

                                                    
IID
 
FAR
&
 
riid
,

                                                    
LPVOID
 
FAR
*
 
ppvObj
)
 
=
 
0
;

                
virtual
 
HRESULT
 
STDMETHODCALLTYPE
 
AddRef
(
void
)
 
=
 
0
;

                
virtual
 
HRESULT
 
STDMETHODCALLTYPE
 
Release
(
void
)
 
=
 
0
;

                
virtual
 
HRESULT
 
STDMETHODCALLTYPE
 
CreateInstance
(

                                                
LPUNKNOWN
 
pUnkOuter
,

                                                
IID
 
FAR
&
 
riid
,

                                                
LPVOID
 
FAR
*
 
ppvObject
)
 
=
 
0
;

            
};

 

 
//      C语言宏扩展后是这样的:

  

            
typedef
 
struct
 
IClassFactory

            
{

                
const
 
struct
 
IClassFactoryVtbl
 
FAR
*
 
lpVtbl
;

            
}
 
IClassFactory
;

  

            
typedef
 
struct
 
IClassFactoryVtbl
 
IClassFactoryVtbl
;

  

            
struct
 
IClassFactoryVtbl

            
{

                
HRESULT
 
(
STDMETHODCALLTYPE
 
*
 
QueryInterface
)
 
(

                                                    
IClassFactory
 
FAR
*
 
This
,

                                                    
IID
 
FAR
*
 
riid
,

                                                    
LPVOID
 
FAR
*
 
ppvObj
)
 
;

                
HRESULT
 
(
STDMETHODCALLTYPE
 
*
 
AddRef
)
 
(
IClassFactory
 
FAR
*
 
This
)
 
;

                
HRESULT
 
(
STDMETHODCALLTYPE
 
*
 
Release
)
 
(
IClassFactory
 
FAR
*
 
This
)
 
;

                
HRESULT
 
(
STDMETHODCALLTYPE
 
*
 
CreateInstance
)
 
(

                                                    
IClassFactory
 
FAR
*
 
This
,

                                                    
LPUNKNOWN
 
pUnkOuter
,

                                                    
IID
 
FAR
*
 
riid
,

                                                    
LPVOID
 
FAR
*
 
ppvObject
);

                
HRESULT
 
(
STDMETHODCALLTYPE
 
*
 
LockServer
)
 
(

                                                    
IClassFactory
 
FAR
*
 
This
,

                                                    
BOOL
 
fLock
);

            
};

```

### 类
COM类（coclass）是一个或多个接口的具体实现，它很类似面向对象程序设计语言中的类。类的GUID标识被称作类ID（CLSID）；或者programmatic identifier字符串（progid），因为VBS等脚本语言不能使用GUID，只能用字符串查找、使用COM组件。
COM对象不能被直接访问，只能通过COM接口来访问对象。COM也支持同一个接口的多个实现，因此客户程序运行时可以选择实例化接口的哪个实现。

### 接口定义语言与类型库
类型库（type library）包含着COM类型的元数据。这些类型采用微软接口定义语言（MIDL）描述。
IDL文件定义了类、接口、结构、枚举与其他用户定义类型。IDL类似于C++的声明，使用了一些额外的关键字如interface、library等。IDL还支持在声明前给出方括號属性（bracketed attribute）以提供额外信息，如接口的GUID、指针参数与长度域之间的关系等。
MIDL编译器用来编译IDL文件，产生编译器独立的头文件。头文件包含了IDL文件中声明的接口对应的结构定义。结构只包含一项成员，即指向在接口中声明函数的地址表的指针（vtbl），以模仿C++对虚函数的实现。头文件还包含了类与接口等的GUID的常量的定义。MIDL编译器也可以产生C++源文件，包含代理模块（proxy module），用以把COM调用转为远程过程调用，以支持跨进程的DCOM通信。
IDL文件也可以被MIDL编译器生成类型库（TLB）文件.TLB，以供其他语言编译器与运行时环境使用，如VB、Delphi、.NET等生成语言相关表示COM类型的结构。C++把TLB转回到IDL表示。

#### #import 类型信息
使用C++的预编译directive#import ，可以装入如下格式的类型信息：
- 包含类型库的文件，如.olb、.tlb、.dll等；
- progid
- libid
- exe文件
- dll文件包含着类库资源（如.ocx）
- 复合文档包含了类库
- 其他可以被LoadTypeLib函数理解的文件

#import创建两个头文件以用C++源码形式恢复类型库信息：
- 类型库主头文件（.TLH）：类似于MIDL编译器产生的头文件，还有一些额外的代码与数据；
- 类型库次头文件（.TLI）：编译器产生的成员函数。该文件被包含在主头文件中。

两个文件被放在输出目录中。编译器在现场就地#include主头文件。
类型库主头文件（.TLH）包含七部分：
- 头部常规代码
- 将要用到的结构的前向引用与typedef
- 智能指针声明：使用宏语句_COM_SMARTPTR_TYPEDEF建立了COM接口的typedef，实际上是_com_ptr_t的模板特化。
- Typeinfo声明：类定义、ITypeLib:GetTypeInfo返回的其他Typeinfo项
- 可选的旧格式的GUID常量定义，形如CLSID_CoClass、IID_Interface
- #include类型库次头文件
- 尾部常规代码：#pragma pack(pop)

从第2至第6部分都包含在命名空间中，其名字在最初的IDL文件的library语句中给出。改名字在#import语句中可用属性no_namespace抑制掉；也可用rename_namespace属性更名。

### COM作为对象框架
COM是一个运行时框架，类型必须在运行时单独地标识并可指定。为此，使用GUID，每个COM类型被指定了它自己的GUID用于运行时标识。这也解决了C/C++语言的名字修饰导致的链接兼容性问题。
为了使COM类型信息在编译时与运行时都可以访问，COM使用类型库。这使得COM成为对象交互的动态框架。
考虑下述用IDL定义coclass的例子：
```
coclass
 
SomeClass
 
{

  
[default]
 
interface
 
ISomeInterface;
};

```

上述代码框架声明了一个COM类，称为SomeClass，实现了接口ISomeInterface。
这在概念是等价于下述C++类：
```
class
 
SomeClass
 
:
 
public
 
ISomeInterface
 
{

  
...

  
...

};

```

其中ISomeInterface是一个C++虚基类。
包含COM接口与类的IDL文件被编译为类型库（TLB）文件。客户程序可以在运行时分析类型库文件，以确定对象支持哪些接口，然后调用对象的接口方法。
C/C++程序以类ID（CLSID）与接口ID（IID）作为参数，用CoCreateInstance函数实例化COM对象。SomeClass的实例化代码如下： 
```
ISomeInterface
*
 
interface_ptr
 
=
 
NULL

HRESULT
 
hr
 
=
 
CoCreateInstance
(
CLSID_SomeClass
,
 
NULL
,
 
CLSCTX_ALL
,

                              
IID_ISomeInterface
,
 
(
void
**
)
&
interface_ptr
);

```

在这个例子中，使用COM子系统获取指向ISomeInterface接口的实现对象的指针，用CLSID_SomeClass指示用这个特定的coclass。

### 引用计数
所有COM对象采用引用计数管理对象的生命期。客户程序通过所有COM对象都要强制实现的IUnknown接口的AddRef与Release方法来控制引用计数。当引用计数降到0时，COM对象自己负责释放内存。即对动态分配内存创建的COM对象，其Release函数内部引用计数降为0时，就释放自身所占的动态分配内存。有的COM对象（如IClassFactory）往往是静态对象，Release函数内部引用计数降为0时不需做额外的操作。
特定语言（例如Visual Basic）提供了自动引用计数，所以COM对象开发者在源代码中不需要显式维护任何内部的引用计数。C/C++编程者或者执行显式的引用计数，或者使用智能指针（如MFC提供的CComPtr）自动管理引用计数。
下述是如何调用COM对象的AddRef与Release的指引：
- 函数、方法返回接口的引用（通过返回值或者"out"参数），应当在返回前增加被返回的对象的引用计数。
- 接口指针被覆盖或超出作用域之前，必须调用接口指针的Release方法。
- 如果一个接口引用指针被复制，必须调用该指针的AddRef方法。
- AddRef与Release必须在被引用的相关接口上调用。因为一个COM对象可能实现了逐个接口上的引用计数，使得仅在相关接口上内部分配资源。

不向远程对象发出引用计数的调用。代理模块保持着远程对象的一个引用，并维持着它自己的本地引用计数。
为简化COM开发，引入了活动模板库（Active Template Library，ATL）用于C++开发。ATL提供了更高层次的COM开发范式。ATL也有益于COM客户应用程序开发摆脱直接维护引用计数，而是用智能指针对象。
其他能直接支持COM的库与语言还包括MFC Visual C++编译器的COM支持、VBScript、Visual Basic、ECMAScript（JavaScript）和Borland Delphi等。

### 程序设计
COM是一个语言独立的二进制标准，任何能够理解与实现COM的二进制定义的数据类型与接口的语言都可以开发COM组件。
COM实现负责进入、离开COM环境，实例化与引用计数COM对象，查询对象支持的接口，以及错误处理。
Microsoft Visual C++编译器支持对C++语言的扩展：称作C++ Attributes。这些扩展被设计用于简化COM开发，去除实现COM服务器时大量臃肿的代码。

### 使用注册表
在Windows操作系统中，COM类、接口、类型库都会根据其GUID登记到Windows注册表。HKEY_CLASSES_ROOT\CLSID下是COM类；HKEY_CLASSES_ROOT\Interface下是接口。COM类型库注册在每个COM对象的本地库条目下或者远程服务的网络位置处。

### 不使用注册表的COM
不使用注册表的COM（RegFree COM）是Windows XP引入的技术，允许COM组件不在注册表中存期激活的元数据与类ID（CLSID），而是在实现类的程序集清单或者存储在可执行文件的资源中或组件安装时的单独文件中。这使得同一组件的不同版本可以安装在不同目录下，用其各自的manifest描述，直接复制安装。这种技术有限支持EXE COM服务器且不能用于系统范围组件如MDAC、MSXML、DirectX或Internet Explorer。
应用程序装入时，Windows装入器搜索manifest。如果存在，装入器从它增加信息到激活上下文。COM类工厂试图实例化一个类时，激活上下文首先检查这个CLSID的实现是否可以找到。仅当查找失败时，才扫描Windows注册表。

### 进程与网络透明
COM对象可以透明地实例化与引用在同一进程、跨进程边界、甚至在网上远程（DCOM）。进程外或远程对象用marshalling序列化方法调用与返回值。这种marshalling对用户是不可见的，就如同访问进程内的COM对象。

### 线程化与“套间”
一个进程加载了一个COM的DLL文件后，该DLL可能定义并使用了一些可修改的全局变量或访问共享资源。该进程内的多个线程如何并发访问该DLL并保证是线程安全的，这就是“套间”（apartment）技术需要解决的问题。
COM对象与创建或调用COM对象的线程可以按两种策略来实现并发安全：
- 按照单线程执行方式写COM对象的代码，完全不考虑并发执行问题。这样的每个COM对象只能由一个线程执行，该线程通过Windows消息队列实现多线程访问该COM对象被串行化从而并发安全。这种策略称作单线程套间（Single-Threaded Apartment，STA）。
- COM对象的代码自身实现了并发控制（通过Windows互斥原语，如互斥锁、临界区、事件、信号量等）。因此实际上多线程可以直接调用该COM对象的方法，这是并发安全的。这种策略称作多线程套间（Multi-Threaded Apartment，MTA）。

COM的并发安全的具体实现，提出了套间（apartment）概念。每一种套间类型表示在一个进程内部是多线程情况下，如何同步对COM对象的调用。套间是一个逻辑容器，收纳遵循相同线程访问规则的COM对象与COM线程（创建了COM对象的线程或者调用了COM对象的方法的线程）。套间本质上只是一个逻辑概念而非物理实体，没有句柄类型可以引用它，更没有可调用的API操纵它。套间有两种：
- 单线程套间（Single-Threaded Apartment，STA）：每个进程可以有多个STA套间。每个STA套间只能有一个线程。每个STA性质的COM对象只能属于一个STA套间。一个STA套间可以有零个或多个STA属性的COM对象，这些COM对象的方法只能由该套间的唯一线程执行。STA套间的线程可以直接调用该套间的COM对象的方法。如果STA套间的COM对象被套间外的线程或进程调用，那么该套间的线程必须实现Windows消息队列与消息循环处理机制，其他线程必须通过marshalling与unmarshalling机制，通过给该STA套间的线程发送Windows消息来调用COM对象。每个STA性质的线程自动形成一个STA套间，这个套间容纳了该线程及其创建的所有STA性质COM对象。MTA性质的线程创建STA性质的COM对象时，系统自动把该COM对象放在default STA套间内，由该套间的STA线程来执行该COM对象的方法。每个进程至多有一个default STA套间，该套间与套间内线程是自动生成的。
- 多线程套间（Multi-Threaded Apartment，MTA）：每个进程至多有一个MTA套间。所有MTA性质的线程都属于MTA套间。所有MTA性质的COM对象也都属于这个MTA套间。STA性质的线程创建MTA性质的COM对象时，系统自动创建一些线程以执行这些MTA性质的COM对象，这些线程也属于MTA套间，系统返回安整后的COM对象的描述给STA性质的线程。
- 中立套间（Thread Neutral Apartment，NA）：一个进程可以有一个中立套间。中立套间只包含COM对象，不包含线程。当STA或MTA线程调用同一进程的NA对象，则调用线程临时离开它的套间并执行COM对象的代码，没有任何线程切换。即任何线程都可以直接了当调用COM对象的方法。[13]因此NA可以认为是优化套间之间方法调用的效率。

一个COM对象只能存在于一个套间。COM对象一经创建就确定所属套间，并且直到销毁它一直存在于这个套间。COM对象的套间类型写在Windows注册表相关条目中。
一个COM线程从创建到结束都属于同一个套间。COM线程只有两种套间模式：STA或MTA。线程必须通过调用CoInitializeEx()函数并且设定参数为COINIT_APARTMENTTHREADED或者COINIT_MULTITHREADED，来指明该线程的套间模式。调用了CoInitializeEx()函数的线程即已进入套间，直到线程调用CoUninitialize()函数或者自身终止，才会离开套间。COM为每个STA的线程自动创建了一个隐藏窗口，其Windows class是"OleMainThreadWndClass" 。跨套间调用这个STA套间内的COM对象，实际上是向这个隐藏窗口发送了一条窗口消息，通过消息循环与分派，该窗口过程收到这条窗口消息并调用相应的COM对象的接口方法。
线程访问属于同一套间的COM对象，直接执行方法调用而不需COM设施的辅助。线程跨套间边界去调用COM对象，传递的指针需要marshalling。如果通过标准的COM的API来调用，可以自动完成安整。例如，把一个COM接口指针作为参数传递给另外一个套间的COM对象的proxy的情形。但如果软件编程者跨套间传递接口指针而没有使用标准COM机制，就需要手工完成安整（通过CoMarshalInterThreadInterfaceInStream函数）与反安整（通过CoGetInterfaceAndReleaseStream函数获取COM接口的proxy）。例如，把COM接口指针作为线程启动时的参数传递的情形。
跨进程的调用COM对象类似于同一进程内跨套间的调用COM对象。
COM对象coclass在注册表表示中的子键InProcServer32下的条目中ThreadingModel给出：
| ThreadingModel的值                                         | 描述 |
| ---------------------------------------------------------- | --- |
| Legacy STA（ThreadingModel=Single或空 ）                   | 该COM对象属于进程的第一个STA线程，通常是UI界面的线程。这是在过去单核CPU时代没有遗留下来的。 |
| 单线程套间（STA），（ThreadingModel=Apartment）            | 一个单独的线程专门用于执行COM对象的方法。如果是STA的COM线程创建了STA的COM对象，这个COM对象的方法就由该线程执行，该线程调用该COM对象是直接调用。如果MTA的COM线程创建了STA的COM对象，系统在当前进程内自动创建一个default STA线程来执行该STA的COM对象的方法，并把COM对象的proxy返回该MTA的线程。COM对象所在STA套间之外的线程调用该COM对象的方法，需要对COM对象的指针先做marshalling再由操作系统自动排队（通过该COM对象被调用方法所在的线程的标准的Microsoft Windows的訊息迴圈）。这提供了自动同步以确保对象的方法每次调用执行完毕后才能启动方法的新的调用。开发者不需要担心线程加锁（locking）或競態條件。如果跨套间调用STA的COM对象，该对象所在STA的线程必须提供线程消息循环处理机制。 |
| 多线程套间（MTA），（ThreadingModel=Free）                 | COM运行时不提供同步，多个MTA线程可以同时调用同一个MTA的COM对象，由各个MTA线程直接执行COM对象的方法，且因为在同一个MTA中因此不需要安整。COM对象需要自己实现同步控制以避免多线程同时访问造成的競態條件或死锁。STA的线程创建MTA的COM对象，系统自动创建一个或多个线程来执行MTA的COM对象。STA线程调用MTA的COM对象也需要marshalling，系统自动分配某个自动创建的线程来执行COM对象。MTA的优点是提高了并发处理性能，同时工作线程不需要有自己的Windows消息循环。 |
| 自动选择套间，（ThreadingModel=Both）                      | COM对象的套间类别与创建它的线程的套间类别一致。这避免了很多marshalling开销，例如一个MTA服务器被一个STA线程调用。 |
| Thread Neutral Apartment（NA），（ThreadingModel=Neutral） | 一个特殊的套间，没有任何指定的线程。当STA或MTA线程调用同一进程的NA对象，则调用线程临时离开它的套间并执行COM对象的代码，没有任何线程切换。即任何线程都可以直接了当调用COM对象的方法。因此NA可以认为是优化套间之间方法调用的效率。 |

## 批评

### 消息泵
STA初始化时，创建一个隐藏窗口，用于apartment之间、进程间的消息路由。该窗口必须有正常的消息队列泵。这种结构称为消息泵。早期版本的Windows，消息泵的失败会导致系统范围的死锁。这个问题被初始化COM的Windows API复杂化了，并会导致实现细节的泄露。

### 引用计数
如果多个对象是循環參照（Circular reference），则可能会导致问题。
Objects may also be left with active reference counts if the 
使用COM事件池（event sink）模型，则对象可能一直保持活动的引用计数而不能被销毁。因为发送事件的对象必须有处理事件的对象的引用，因而对象引用计数永远不为0.
引用循环可以采取下述技术来克服：
- 带外终止（out-of-band termination），对象暴露一个方法，该方法调用时迫使该对象放弃对其他对象的全部引用。
- 身份分离（split identity）技术，一个实现暴露两个单独的COM对象（也称作identity），之间保持weak reference。

### DLL地狱
进程内的COM组件是用DLL文件实现，每个版本的DLL用CLSID登记到Windows注册表，因而某些情况下会发生DLL Hell效应。无需注册的COM克服了这一问题。

### 组件间的约定的表示
COM组件间的约定，纯粹是通过用户与组件之间的语义保证和假设的形式来表示的。COM用类型的形式表示组件约定。但是该约定存在如下两个关键问题，使得其对语义的表示并不是最优的。
- 约定的描述：COM没有定义约定的交换格式，即COM规范所约定的类型定义，必须通过完全是COM之外的某种技术来进行交互。微软定义和支持的COM交换格式有两个——IDL（Interface Definition Language接口语言定义）和TLB（Type LiBrary类型库），但是这两种格式并不是同构的，其中也没有哪种格式是权威的或标准的。
  - COM缺乏对组件依赖性的描述。因此，没有办法来解析COM组件（或者其约定的定义），也不能确定它所需要（依赖）的其他组件与版本。
  - COM约定的描述格式缺乏扩展性。IDL是基于文本的，极少随组件部署，通常只有C++程序员才会使用。TLB在扩展性方面存在缺陷，VB不使用TLB。
- 约定的工作方式是基于类型描述的，所采用的类型系统是C++的可移植子集。而且COM对组件的约定是物理的二进制约定，要求每个方法都具有精确的虚函数表偏移量、每个被传递的参数在堆栈规则中都有明确的偏移量、对象引用采用接口指针的明确格式、使用规定的分配器进行被调用这内存分配。COM组件的约定的精确性，产生了高效的代码；但不可靠性、开发使用及扩展升级的困难与复杂性高昂。